# Sollefteå lasarett
Sollefteå lasarett var ett sjukhus inom Landstinget Västernorrland, som verkade i olika former åren 1873–1961. Sjukhuset var beläget centralt på Storgatan i Sollefteå.

## Historik
Sollefteå lasarett byggdes 1873. Eftersom det kallades lasarett och inte sjukstuga hade det sannolikt minst 50 vårdplatser. Elektrisk belysning installerades 1890. Lasarettet byggdes om år 1908 och åren 1927–1928, varefter det hade 125 vårdplatser.
Den 30 september 1961 avvecklades Garnisonssjukhuset i Sollefteå, dock kom garnisonssjukhuset att drivas vidare i Västernorrlands läns landsting regi under oktober månad. Det på grund av att det nya länslasarettet i Sollefteå ej var färdigställt. Från 1962 stängdes både Sollefteå lasarettet samt Garnisonssjukhuset i Sollefteå, och all specialiserad sjukvård i Sollefteå samlades till det nya Sollefteå sjukhus. Sjukhusbyggnaden på Storgatan revs 1992.